# Lysandra postappenninigena
Lysandra postappenninigena är en fjärilsart som beskrevs av Ruggero Verity 1946. Lysandra postappenninigena ingår i släktet Lysandra och familjen juvelvingar. Inga underarter finns listade i Catalogue of Life.